# هجر حسن
هجر حسن (22 ديسمبر 1976 -)، مذيعة كويتية. تعمل في قناة الوطن وتقدم نشرة الأخبار فيه منذ عام 2007، خريجة جامعة البحرين.

## التقديم
| اسم البرنامج | فترة التقديم | القناة     |
| ------------ | ------------ | ---------- |
| نشرة الأخبار | 2007 - الآن  | قناة الوطن |